# Carlos Vieco Ortiz
Carlos Vieco Ortiz (Medellín, Antioquia; 14 de marzo de 1900 - ibídem, 13 de septiembre de 1979) fue un prolífico compositor folclorísta considerado uno de los músicos más representativos de la música andina de la región de Antioquia. Se puede afirmar que fue uno de los mayores representantes de la canción colombiana en el siglo XX. Su voluminosa producción aún esta por estudiarse alcanzando alrededor de 1800 obras.

## Inicios y estudios
Hijo del compositor y pintor Camilo Vieco y de Teresa Ortiz, se crio en una familia fuertemente influenciada por la música y el arte. Sus 5 hermanos compartían distintas disciplinas artísticas; Gabriel fue violinista; Roberto fundó y dirigió la Banda Departamental; Luis Eduardo fue flautista y dibujante; Alfonso fue violonchelista y Bernardo fue escultor. Su vocación musical se manifestó desde la infancia, cuando ensayaba con las guitarras de sus hermanos y con la fabricación de rollos de pianola, lo cual era el negocio familiar.
Inició sus estudios básicos en la escuela de primaria de la señora Merensiana Misas y el bachillerato del Liceo de la Universidad de Antioquia. Muy joven ingresó a la Escuela de Música Santa Cecilia, que se transformó luego en el Instituto de Bellas Artes de Medellín. Allí estudio armonía, solfeo, piano y contrabajo. Fue alumno de Jesús Arriola, el maestro Gonzalo Vidal y el maestro Eusebio Ochoa.
Su primera composición musical, hacia 1922, fue Echen Pal Morro, en alusión a la costumbre festiva de las familias del Medellín de la época de caminar unidas por las laderas del cerro El Salvador, para “armar un sancocho”. Luego compuso varias piezas instrumentales. La primera letra que musicalizó es el pasillo Invierno y Primavera, sobre un texto del poeta vallecaucano Carlos Villafañe. La primera grabación suya en disco fue el pasillo Triste y Lejano, con letra de Enrique Álvarez Henao realizada por RCA Victor. Se vio fuertemente influenciado por las propuestas musicales de compositores como Pedro Morales Pino  y Eusebio Ochoa. Hacia 1924 conforma con sus hermanos la Orquesta de Los Vieco, la cual logró mucho éxito en el entorno musical de la época.
Tuvo fuerte relación con los poetas de la primera mitad del siglo XX entre los cuales se destacan León Zafir, Tartarían Moreira, Bernardo Jaramillo Arango, Enrique Álvarez Henao, Francisco Rodríguez Moya, Bernardo Palacio Mejía, Roberto Muñoz Londoño, entre otros; junto a los cuales produjo una gran cantidad de canciones que se dieron a conocer en todo el Continente Americano, algunas de ellas contaron con grabaciones en diferentes países como Estados Unidos y Argentina.

## Docencia y dirección
Fue profesor de música en diferentes instituciones de Medellín, entre ellas el Instituto de Bellas Artes (durante 9 años), La Casa de la Cultura, Instituto Central Femenino (durante 39 años), Colegio Normal de Varones (durante 10 años), Instituto Jorge Robledo, Instituto Antioquia e Instituto Obrero de la Bolivariana. Creó la Coral Coltabaco y la Coral de Xocimos. También fue director durante 26 años del Conjunto Tejicondor.

## Condecoraciones y reconocimientos
Por su labor musical recibió múltiples distinciones y ganó diferentes concursos musicales como el Concurso de Compositores Hispanoamericanos organizado por la compañía Internacional General Electric, RCA Victor de Nueva York y la Southern Music Internacional, con la canción Cultivando Rosas texto de León Zafir. El Premio Interamericano de la Música con el pasillo Atardecer, el concurso de la Compañía Colombiana de Tabaco en 1935, el Concurso Indulana Rosellón, participó en el Concurso Música de Colombia, el concurso musical del Ministerio de Guerra, y diferentes festivales de la canción. Al cumplir 50 años de vida artística, en el año 1971, recibe una serie de condecoraciones honoríficas que dan testimonio de la importancia de su trayectoria. El 16 de agosto de 1971 el frontis de su casa fue engalanado por Sayco (Sociedad de Autores y Compositores) con una placa que conmemora sus méritos de gran compositor y que aún permanece en la residencia de la familia. El 20 de agosto de 1971 es condecorado por el Gobierno Colombiano con la Cruz de Boyacá en grado de "Caballero". El mismo año recibe por parte de la Gobernación de Antioquia la Estrella de Antioquia en grado de "Plata", en reconocimiento de la meritoria labor cumplida en la creación, enseñanza y divulgación de la música Colombiana, . Recibió la  "La Medalla del Bunde" durante el primer Festival del Bunde que se realizó en la ciudad tolimense de El Espinal.  La más preciada de sus condecoraciones fue "La Orden del Arriero" en el grado de "Caballero de Honor". El 12 de septiembre de 1974 la "Fundación Germán Saldarriaga del Valle" le otorga el premio "Germán Saldarriaga", por su destacada contribución a la cultura en Antioquia y en el país; asimismo la Alcaldía de Medellín le otorga El Hacha Simbólica y recibe la Medalla al Mérito del Instituto de Colombiano de Cultura. En 1979 recibió la "Orden de los Recuerdos", creada para estimular a los mejores compositores antioqueños y colombianos, y el primero en recibirla fue precisamente Carlos Vieco Ortiz. La "Fundación Medellín Agradecido", le otorga la condecoración póstuma en categoría "Botón Cívico", el 11 de septiembre de 1980.
Durante el año 2012 la Corporación Clave Clásica, conducida por el Maestro Juan Camilo Toro R, erigió el Festival Departamental de Artes Académicas Musicales Mtro. Carlos Vieco Ortiz como tributo al compositor y maestro. Con la participación de algunas de la más importantes agrupaciones folcloristas académicas y profesionales del territorio Antioqueño y el país, el Festival se realiza anualmente en diferentes localidades del Departamento bajo la tutela de su fundador, la  Maestra, poetisa y músico Antioqueña Ana María García  y los miembros conductores del PRODAAM.   
La Institución Educativa Carlos Vieco Ortiz creada  mediante Resolución N° 16732 de 20 de diciembre de 2010, surgió de la separación de tres de las sedes de la I.E. Benedikta Zur Nieden:  Carlos Vieco Ortiz, Juan de Dios Aranzazu y Municipal San Javier. 
Es  de carácter oficial, está ubicada en la zona centro occidental de Medellín, Comuna 13, Barrio San Javier atiende una población de 2018 estudiantes.   La sede Carlos Vieco atiende básica primaria, básica secundaria y media académica y las sedes Juan de Dios Aranzazu y Municipal San Javier atienden preescolar y Básica Primaria.  Un 90% de sus estudiantes son de estrato 0, 1 y 2. Cuenta con 55 profesores, una maestra de apoyo, 3 secretarias, 9 vigilantes, 5 aseadoras,  3 coordinadoras y un rector.
La comunidad educativa tiene gran sentido  de Pertenencia y Calidad humana.
Sus plantas físicas son cómodas y aptas para el proceso de aprendizaje.
El 11 de agosto de 1984, la Alcaldía de Medellín inicia la vida cultural del Cerro Nutibara con la creación del "Teatro al Aire Libre Carlos Vieco Ortiz".

## Obra
Las obras de Carlos Vieco se encuentra actualmente aún bajo estudio debido a su extensión. En un plano general se pueden nombrar:
- 403 bambucos (incluidos sus bambucos fiesteros)
- 273 Pasillos (incluidos sus pasillos fiesteros y sus pasillos lentos)
- 55 guabinas
- 86 Danzas
- 10 Torbellinos
- 6 Bundes
- 17 Criollas
- 1 Galerón
- 29 Fantasías (incluidos sus Fantasías Colombianas y la Fantasía Incaica)
- 5 Estudios de pasillo
- 2 Joropos
- 2 Vueltas antioqueñas en ritmo de bambuco
- 11 Fox incaicos
- 48 Villancicos
- 3 Zarzuelas (Romance Esclavo, San Agustín y Las Vacaciones)
- 24 Canciones infantiles
- 3 Canciones corales
- 1 Misa folclórica colombiana
- 1 Cumbia
- 5 Estudios para piano
- 7 Oberturas para piano
- 6 Gavotas, 4 intermezzos
- 2 Barcarolas
- 2 Minués
- 3 Acuarelas musicales
- 150 Valses (incluidos el vals para ballet, los valses clásicos y los lentos)
- 9 Romanzas
- 45 Caprichos
- 1 Canto para soprano
- 4 Obras de música religiosa
- 4 Plegarias marianas
- 74 Marchas (incluidas las marchas fúnebres)
- 56 Fox trot
- 28 Pasodobles
- 5 Melodías
- 1 Shotís
- 20 Tangos
- 2 Javes
- 2 Cantos (uno negro y uno gitano)
- 1 Tema oriental
- 6 Danzones
- 4 Canciones
- 10 Boleros
- 258 Himnos (incluido el del municipio de Herveo (Tolima) y Santa Fe de Antioquia (Antioquia)